# Amt Lauenstein (Fürstentum Bayreuth)

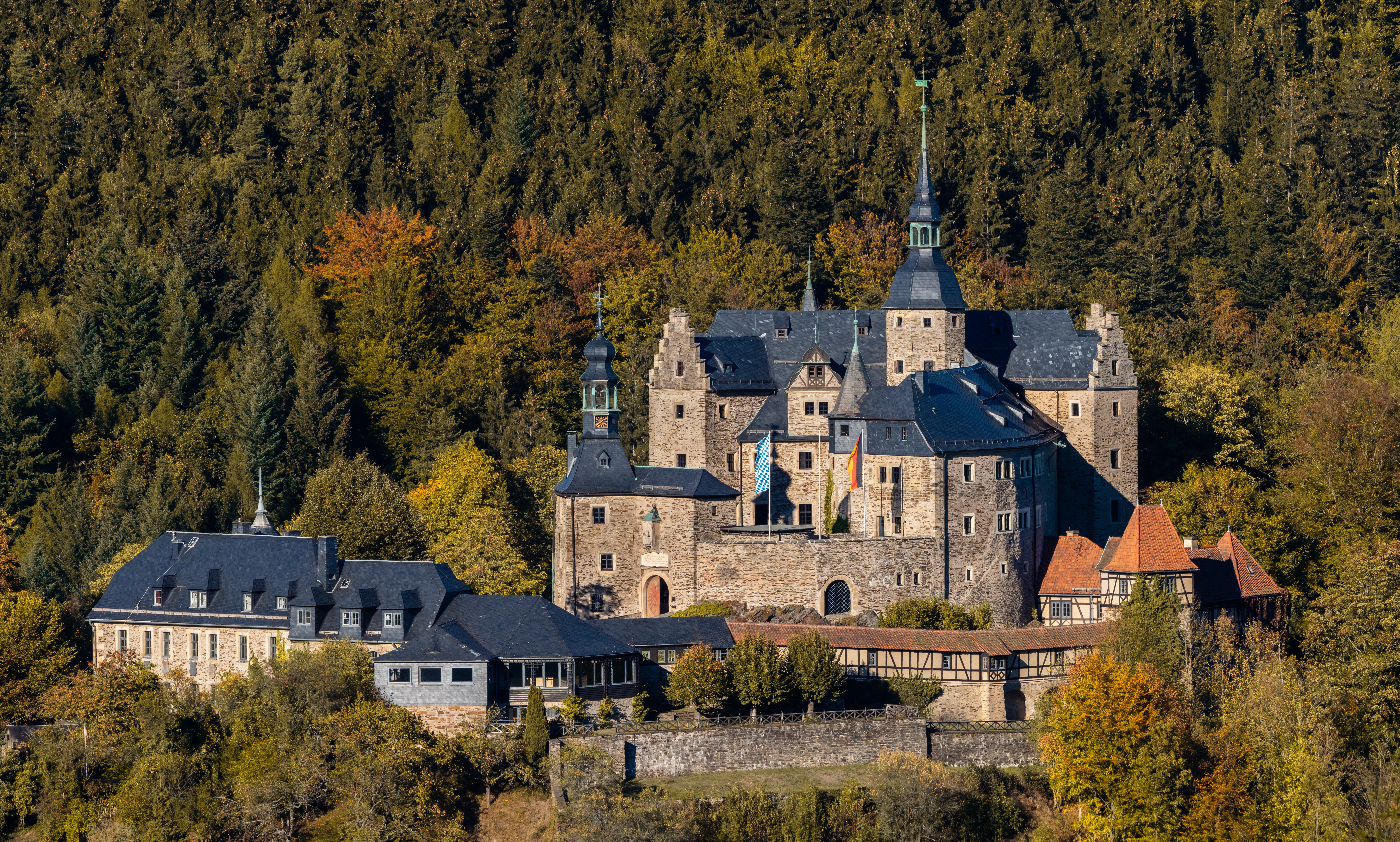
Die Burg Lauenstein, der ehemalige Verwaltungssitz der Amtes Lauenstein

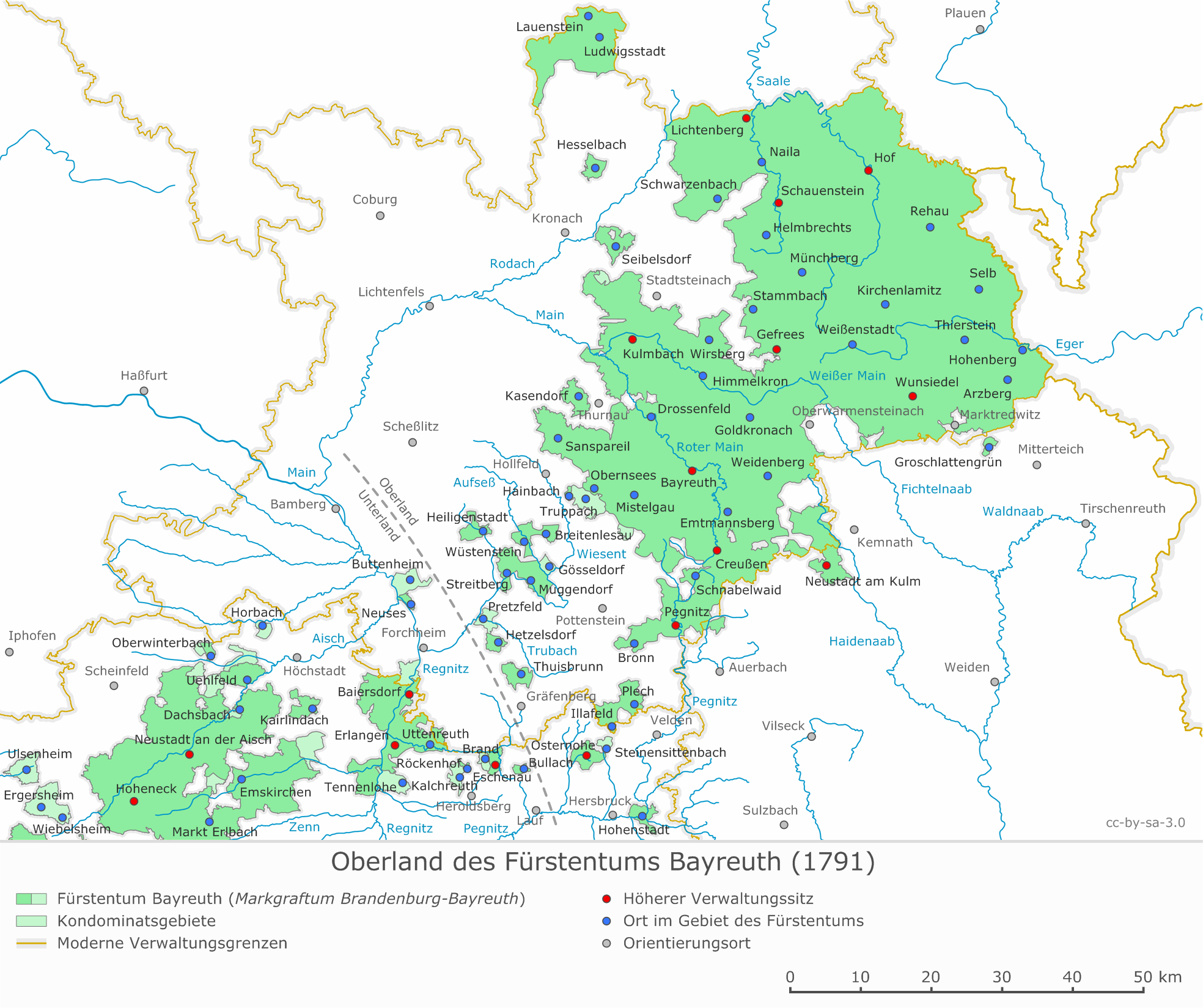
Das Oberland des Fürstentums Bayreuth mit dem Amt Lauenstein im äußersten Nordwesten

Das Amt Lauenstein war ein Verwaltungsgebiet des Fürstentums Bayreuth, einem reichsunmittelbaren Territorium im Heiligen Römischen Reich. Das dem Fränkischen Reichskreis zugeordnete Fürstentum Bayreuth wurde auch als Markgraftum Brandenburg-Bayreuth bezeichnet und war bis zum Ende des 18. Jahrhunderts von Nebenlinien des Hauses Hohenzollern regiert worden.

## Geografie
Das Amt Lauenstein war eine Exklave des Fürstentums und bildete dessen nordwestlichstes Territorium. Es war eines der beiden Teilämter des Oberamtes Lichtenberg, zu dem noch das Amt Lichtenberg gehörte. Von diesem Amt war es durch einen Gebietsstreifen getrennt, dessen südwestlicher Teil zum Hochstift Bamberg gehörte, während die nordöstlichen Teile dem Fürstentum Saalfeld und der Grafschaft Reuß-Ebersdorf angehörten. 

## Geschichte
Bis zur ersten Hälfte des 17. Jahrhunderts hatte das Amt Lauenstein der Herrschaft reichsunmittelbarer Adeliger unterstanden, danach ging es in den Besitz des Fürstentums Bayreuth über. Dieser Besitzwechsel fand im Jahr 1622 statt, als die Adelsfamilie der von Thüna das Territorium an das Fürstentum veräußerten. Wenige Jahre später wurde das Lauensteiner Amt 1631 dem neu eingerichteten Oberamt Lichtenberg unterstellt. Als dieses 1777 aufgelöst wurde, wurde es ebenso wie das Amt Lichtenberg in die Landeshauptmannschaft Hof eingegliedert. In der Folgezeit verblieb das Amt bei Brandenburg-Bayreuth, bis dieses 1791/1792 preußisch wurde und anschließend als Teil von Ansbach-Bayreuth verwaltet wurde. 1802/1803 kam es dann zum Abschluss des Hauptlandesvergleichs, bei dem das Königreich Preußen mit dem Kurfürstentum Pfalz-Baiern unter anderem den Austausch verschiedener Gebietseinheiten vereinbarte. Im Rahmen dieses Gebietsaustausches wurde das isoliert gelegene Amt Lauenstein 1804 an das Kurfürstentum übergeben, wobei den Einwohnern die uneingeschränkte Ausübung ihres protestantischen Glaubens auch nach diesem Herrschaftswechsel zugesichert wurde.

## Struktur
Der Verwaltungssitz des Amtes Lauenstein befand sich auf der im äußersten Norden des Territoriums gelegenen Burg Lauenstein. Die Verwaltung des Amtes bestand hauptsächlich aus einem Vogteiamt, das die vogteiherrschaftlichen Rechte über die Besitzungen des Kastenamtes Lauenburg, der Pfarrei Ludwigsstadt und diverser markgräflicher Kammergutlehen ausübte.
Das Amtspersonal bestand aus einem Amtmann bzw. Amtskastner, einem Richter (bis 1711), einem Gerichtsschreiber, einem Steuereinnehmer und mehreren Schultheißen und Zolleinnehmern in verschiedenen Ortschaften des Lauensteiner Vogteibezirks. Folgende Ortschaften lagen innerhalb dieses Bezirks (der angegebene Ortstyp spiegelt den Stand zu Beginn des 19. Jahrhunderts wider):
- Der Markt Ludwigsstadt.[9][10][11]
- Die Dörfer Ebersdorf,[12][13] Langenau,[14][11] Lauenhain,[14][11] Lauenstein,[15][11] Ottendorf,[16][17] Steinbach an der Haide[18][19] und Tettau.[20][21]
- Die Weiler Alexanderhütte,[22][21] Falkenstein,[21][23] Katzwich,[24][25][13] Kleintettau,[26][27] Oberneuhüttendorf,[28][11] Sattelgrund,[29][21] Schauberg,[30][31] Spitzberg,[32][33][11] Springelhof,[32][11] Steinbachsmühle,[18][11] Tettaugrund,[20][21] Thünahof[34][17] und Unterneuhüttendorf.[35][11]
- Die Einöden Fischbachsmühle,[36][33][11] Leinenmühle (Lauenhainer Mühle),[33][10][11] Wildberg[37][20][21] und Ziegelhütte.[38][14][11]

Der Hochgerichtsbezirk des Amtes Lauenstein war deckungsgleich mit dessen Vogteibezirk. De jure stand dem Lauenburger Amt auch die Wahrnehmung der Hochgerichtsbarkeit in diesem Gebiet zu, faktisch wurde diese aber von der markgräflichen Regierung in Bayreuth selbst ausgeübt.